# Let the Fire Burn
Let the Fire Burn è una raccolta del gruppo canadese Art of Dying pubblicata dalla Thorny Bleeder Records. L'album ripropone brani dal primo e dal secondo album della band rivisitati in chiave acustica.

## Tracce
1. Get Thru This – 2:45
2. Sorry – 3:44
3. I WIll Be There – 3:36
4. Go Your Own Way – 3:22
5. Better – 3:51
6. I Will Follow – 3:50
7. Out of Body – 3:08
8. Say What You Need to Say – 3:02
9. Completely – 4:01
10. God for a Day – 3:37

## Formazione
- Jonny Hetherington - voce
- Greg Bradley - chitarra solista
- Tavis Stanley - chitarra ritmica, cori
- Cale Gontier - basso, cori
- Jeff Brown - batteria